# دافيدي بومبارديني
دافيدي بومبارديني (بالإيطالية: Davide Bombardini)‏ (مواليد 21 يونيو 1974 في فاينسا - إيطاليا) لاعب كرة قدم إيطالي يلعب حاليا لصالح نادي بولونيا وهو نادي إيطالي في الدرجة الأولى منذ 2007 في مركز الجناح الأيسر كما يجيد اللعب في مركز الجناح الأيمن، الوسط المهاجم، والظهير الأيسر .